# アクシャルダム駅
アクシャルダム駅（英語Akshardham。ヒンディー語：अक्षरधाम）は、インドデリーにあるデリー・メトロブルーラインの駅である。駅の近くにあるアクシャルダム寺院を補完するように設計された。2009年11月12日に完成したこの駅は、デリー・メトロの路線内で最も高いところにある地下鉄の駅である。この駅は、その寺と2010年の連邦競技大会への移動手段を提供した。
座標: 北緯28度37分04秒 東経77度16分46秒 / 北緯28.61783度 東経77.27934度